# G7-Gipfel in Tokio 1986
Der G7-Gipfel in Tokyo 1986  war das 12. Gipfeltreffen der Regierungschefs der Gruppe der Sieben. Das Treffen fand unter dem Vorsitz des japanischen Premierministers Yasuhiro Nakasone vom 4. bis 6. Mai 1986 statt.
Konferenzort war das Geihinkan im Stadtteil Moto-Akasaka von Minato.

## Teilnehmer
| Bundesrepublik Deutschland     | Helmut Kohl         |
| Frankreich                     | François Mitterrand |
| Italien                        | Bettino Craxi       |
| Japan                          | Yasuhiro Nakasone   |
| Kanada                         | Brian Mulroney      |
| Vereinigte Staaten von Amerika | Ronald Reagan       |
| Vereinigtes Königreich         | Margaret Thatcher   |
| Europäische Union              | Jacques Delors      |

## Agenda
- Auswirkungen des Kernreaktorunfalls von Tschernobyl
- Internationaler Terrorismus
- Weltwirtschaft